# 내셔널 인비테이션 토너먼트
내셔널 인비테이션 토너먼트(National Invitation Tournament)는 미국의 국립 대학교 농구 선수권 대회이다. 1939년 뉴욕에서 처음 개최되었다.